# Une histoire italienne
Pour plus de détails, voir Fiche technique et Distribution.
Une histoire italienne (Sanguepazzo) est une coproduction franco-italienne, réalisée par Marco Tullio Giordana, sortie en 2008.
Le film évoque la fin tragique du couple d'acteurs Osvaldo Valenti - Luisa Ferida, vedettes du cinéma italien à l'époque mussolinienne.

## Synopsis
À Milan, à l'aube du 30 avril 1945, on retrouve les cadavres ensanglantés d'Osvaldo Valenti et de Luisa Ferida. C'était un couple d'acteurs, dans la vie comme au cinéma : ils avaient été des vedettes à l'époque mussolinienne et, comme ils s'étaient ralliés à la République sociale italienne, ils furent arrêtés et exécutés sans jugement par des partisans antifascistes, et bien que la femme fût enceinte et n’eût rien à se reprocher. Le film raconte la fin de leur vie, sur fond de décomposition du régime fasciste.

## Fiche technique
- Titre original : Sanguepazzo
- Titre en France : Une histoire italienne
- Réalisation : Marco Tullio Giordana
- Scénario : Leone Colonna, Marco Tullio Giordana, Enzo Ungari
- Photographie : Roberto Forza, couleurs/noir et blanc
- Musique : Franco Piersanti
- Montage : Roberto Missiroli
- Producteur : Angelo Barbagallo
- Durée : 148 minutes
- Lieux de tournage : Milan, Lombardie
- Pays d'origine :  Italie /  France
- Année de réalisation : 2008
- Dates de sortie :
  -  France : 9 juillet 2008

## Distribution
- Monica Bellucci : Luisa Ferida
- Luca Zingaretti : Osvaldo Valenti
- Alessio Boni : Golfiero / Taylor
- Maurizio Donadoni : Vero
- Giovanni Visentin : Sturla
- Paolo Bonanni : Pietro Koch
- Lavinia Longhi (en) : Desy
- Luigi Lo Cascio : le patriote

## Autour du film

### Les personnages de Luisa Ferida et Osvaldo Valenti

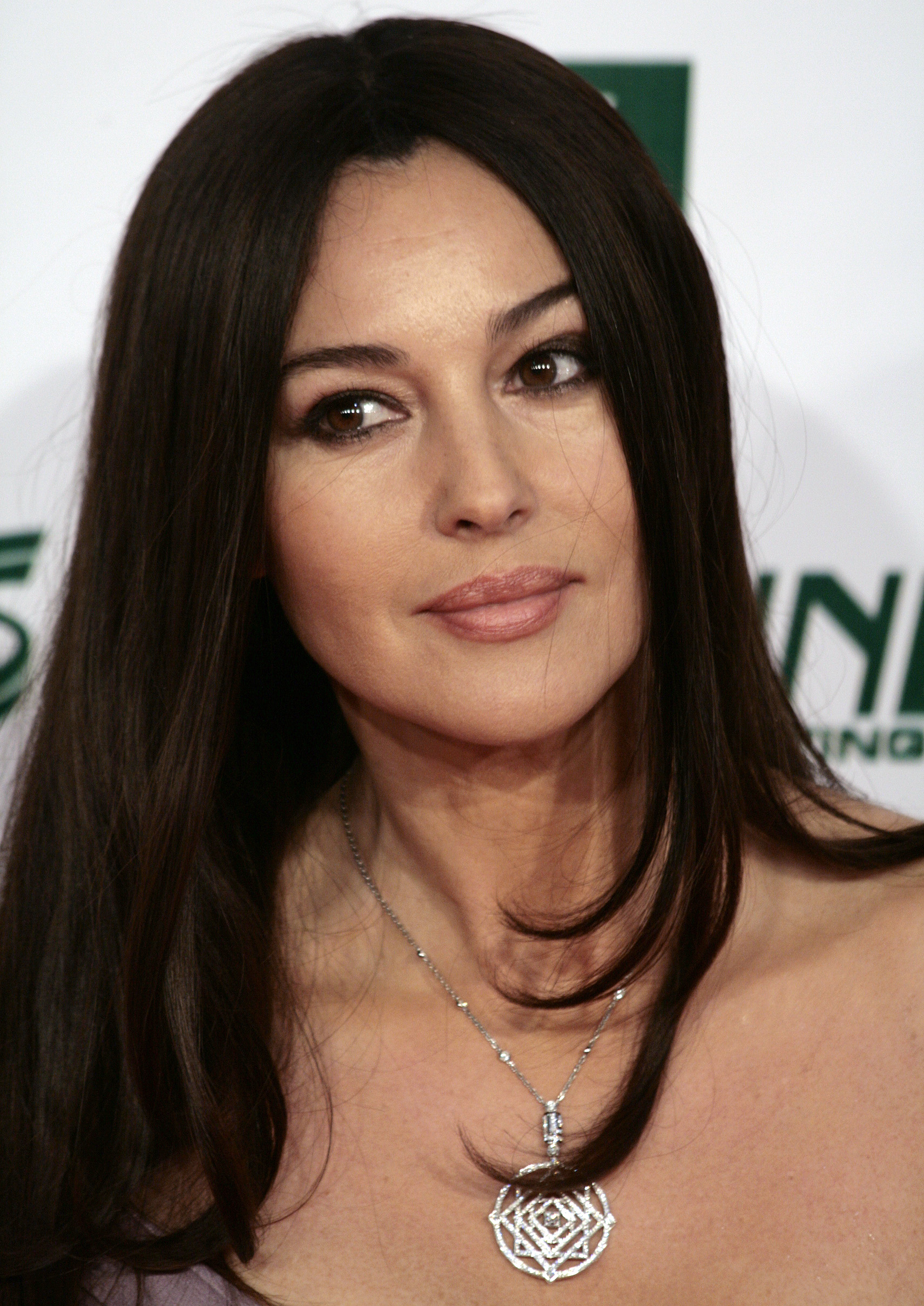
L'actrice italienne Monica Bellucci, interprète de Luisa Ferida.

L'itinéraire et la fin tragique de Luisa Ferida et d'Osvaldo Valenti, acteurs emblématiques du cinéma des téléphones blancs, à l'époque fasciste en Italie, soulèvent avis et témoignages controversés. Le journaliste Alberto Bevilacqua note dans le Corriere della Sera du 3 juillet 1980 : "C'étaient deux acteurs médiocres (d'une extraordinaire beauté en ce qui la concerne) mais deux personnages portés par un souffle tragique. Éclose dans les milieux du cinéma, leur histoire d'amour ferait un film très moderne. Si personne n'y a pensé, c'est que le sujet est brûlant."
Onze ans après ce texte, le cinéaste Italo Moscati (en) tournera pour la télévision un scénario consacré à l'histoire de ces amants à la dérive. En 2008, Marco Tullio Giordana porte enfin à l'écran cette Histoire italienne, située au moment de l'occupation de Rome par les Allemands et de l'avènement de la République sociale italienne, d'émanation fasciste, établie à Salò, dans le Nord de l'Italie (sept. 1943).
Qui étaient exactement les deux acteurs ? Stefano Masi et Enrico Lancia dans Stelle d'Italia décrivent Luisa Ferida comme "une humble fille qui a débarqué à Rome à l'âge de seize ans (...) Le charme dodu et bohémien de Luisa convient fort bien aux rôles de canaille et de gouape. Un personnage typique du cinéma muet. De fait, la jeune Ferida impressionne surtout des metteurs en scène issus du muet comme Baldassarre Negroni et Enrico Guazzoni." Même si l'actrice n'obtient pas de résultats éclatants, elle se construit patiemment une place. "Il faut se rappeler cette époque où le fascisme se fait son cinéma en portant à son terme "l'opération autarcie", y compris dans le domaine cinématographique. (...) Celle-ci cependant, alors qu'elle ne cesse de travailler, ne trouve pas encore l'occasion qui va la faire changer de catégorie : la proposition d'Alessandro Blasetti pour Un'avventura di Salvator Rosa arrive à point nommé pour cette requalification. Elle sera suivie aussitôt après d'une réalisation de Blasetti La Couronne de fer (1941) qui consacrera le succès de l'actrice bolonaise. (...) Si dans le référendum lancé par la revue Cinema dirigée par Vittorio Mussolini, elle n'apparaît pas dans le classement des dix premières dive italiennes désignées par le vote des lecteurs pour l'année 1940, elle aura l'occasion de se rattraper l'année suivante grâce à Blasetti." (Massimo Scaglione, Une histoire "noire" au milieu des téléphones blancs, Pour une histoire du cinéma italien, Éditions Mazzotta)
Quand Luisa Ferida entre dans sa vie, Osvaldo Valenti est, quant à lui, un des acteurs italiens les plus connus. Il incarne presque toujours le rôle de « l'intrigant perfide, du rival cynique, de l'espion ou du séducteur de pacotille » (Massimo Scaglione, id.) Le monde du cinéma de l'époque, María Denis en particulier, le présente comme un personnage raffiné et spirituel. Mais, Aldo Lualdi, dans Mourir à Salo, nous en brosse un portrait plutôt sombre : « Valenti, c'est connu, était sous le charme ambigu de ses personnages, au point d'en imiter dans la vie les gestes et les mots. Il était attiré par l'horreur et par les auteurs qui faisaient de la perversion et de la cruauté un usage littéraire. Pour vivre éternellement dans le rêve, il avait besoin d'excitants, et avec la cocaïne, cela lui réussissait mieux. (...) Vivre dans le mythe et dans une continuelle fiction aura été la constante de sa vie. (...) Cette manie de l'apparence et de l'exhibition l'aura dupé avant qu'il ne s'en rende compte. On prenait l'image pour la personne et il finit par ne plus convaincre quand, à la fin, il jura qu'il n'était pas celui que l'on croyait. » Alberto Bevilacqua, déjà cité plus haut, dépeint, de son côté, « sa terrible dépendance à la drogue » de cette façon : « Au sein de la haute bourgeoisie, il était le dépravé authentique de service, alors qu'il n'était en réalité qu'une victime du mythe phobique de l'anormal, du difforme. (...) Il se perdait réellement. Avec ce goût ostentatoire pour l'autodestruction et cette tendance à compenser ses complexes d'infériorité en se mêlant à ces ultras tristement célèbres du régime noir qui incarnaient à ses yeux le mythe diabolique du superhomme. »
De cette déchéance effroyable, Massimo Scaglione nous en donne cette version : « Une histoire noire aux relents obscurs, retracée à partir de témoignages embarrassés, qui oscillent entre un meurtre considéré comme un pur événement politique (...) ou bien, pour beaucoup, une sorte de vengeance à l'encontre de deux acteurs riches et célèbres (...) la vérité n'est inscrite nulle part et il semble qu'il n'y ait aucun procès-verbal concernant leur exécution. »

### Le personnage de Pietro Koch
Le film relate la terrible dépendance d'Osvaldo Valenti à la drogue et les circonstances dans lesquelles le couple d'acteurs finit par se lier à Pietro Koch. Ce fait contribuera de façon primordiale à accroître les soupçons et les méfiances des membres de la Résistance italienne à leur encontre.
Qui fut Pietro Koch ? Ancien officier des carabiniers, né à Bénévent (Campanie) mais d'origine allemande, celui-ci créa, parallèlement aux services de la Gestapo et de la police fasciste, une police politique qui établit ses bureaux et ses chambres de torture à Rome, via Principe Amadeo, à la pension Oltremare, puis, via Romagna, dans la pension Jaccarino, "villas tristes" de sinistre renom. Arrêté pour faits de résistance, Luchino Visconti fut, lui-même, emprisonné durant douze jours dans cette pension. Le metteur en scène témoignera, plus tard, au procès de Pietro Koch, qu'il filmera dans le cadre d'un film collectif Jours de gloire (Giorni di gloria) (1945), financé par le Parti communiste italien. Pietro Koch, accusé de sévices et de tortures, fut exécuté.      